# Winoc de Bergues
Winoc, Winok o Pinnock (Dol-de-Bretagne, entre 640 i 650 - Wormhout, Comtat de Flandes, o Gal·les, 6 de novembre de 716 o 717) fou un príncep i abat bretó. Venerat com a sant per diverses confessions cristianes, la seva festa se celebra el 6 de novembre.
Hi ha diversos Winoc, entre els quals el més conegut és el de Flandes. El nom original seria Uinnnoc o Uinoc i sembla que deriba de l'adjectiu Uinn esdevingut Gwenn en bretó i Gwynn en gal·lès que pròpiament vol dir "blanc", i figuradament "major/més vell".

## Hagiografia
Segons la llegenda, era fill o nebot de Judicael, sant rei de Domnònia (Bretanya) i hauria nascit al país de Dol. Amb tres companys (també després canonitzats) Judoc de Dumnònia, oncle seu, Madoc i Arnoc, va anar al bisbat de Thérouanne (Pas de Calais) i hi va fer-se deixeble de l'abat Bernat de Sithiu (Saint-Omer), al seu torn deixeble d'un successor de sant Columbà.

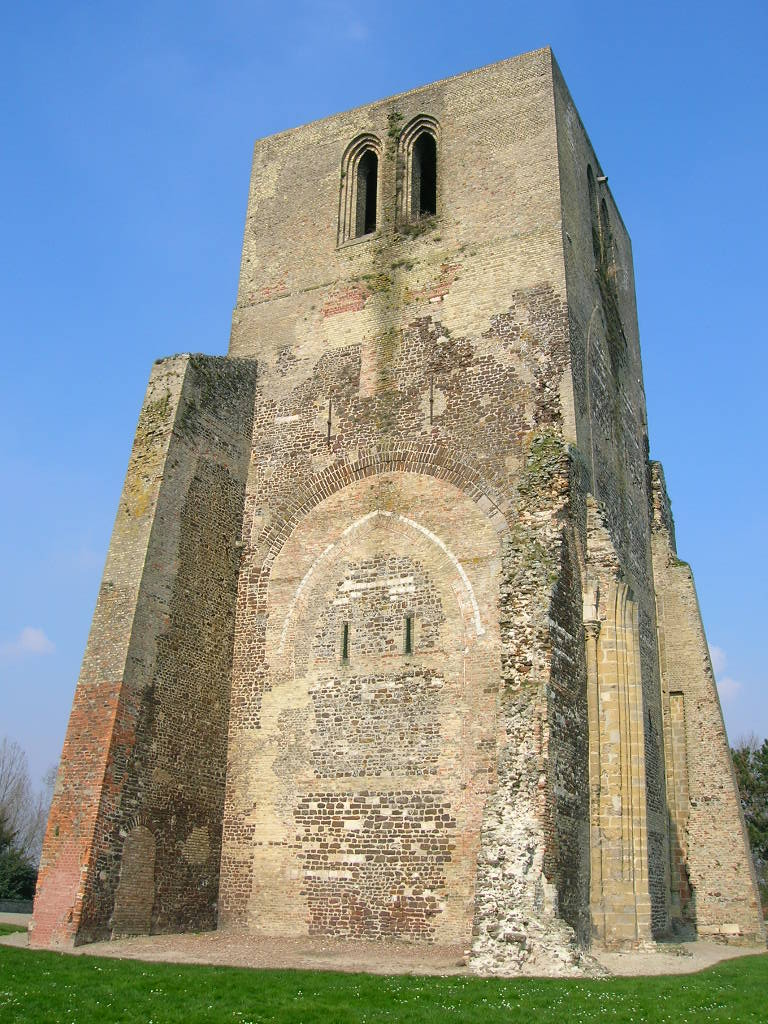
Restes de la torre abacial de l'abadia de Saint-Winoc a Bergues(2007)

Segons la tradició, al monestir de Sithiu, Winoc fou l'encarregat de moldre el blat per a la comunitat. Quan era ja vell un àngel l'ajudava a fer girar la mola; així els moledors en van fer el patró. Va fundar un monestir a Sint-Winoksbergen, ciutat flamenca del qual el nom va ser francetzisat en Bergues, després que França va annexionar aquesta franja de Flandes el 1658, per la feblesa de la defensa per Espanya, a la qual pertanyia Flandes en aquest època.
 El 685 a petició d'Audomar de Thérouanne, va fundar una abadia benedictina a Wormhout, sobre un turó anomenat després Sint-Winooksbergen, on hauria mort el 717 i on està enterrat.
Gregori de Tours, a la seva Història, volum VIII diu: "el bretó Winoch, elevat als honors del sacerdoci, i del que ja hem parlat en un altre llibre (V), es va sotmetre a tals austeritats que només es vestia amb pells, només menjava herbes silvestres crues i portava tan lleuger el got de vi a la boca que semblava que era més per fer baixar que per beure. Però la liberalitat dels devots li va aportar diverses gerres plenes d'aquesta beguda i per desgràcia es va acostumar a beure més enllà de la mesura i va acabar per lliurar-se de tal manera a la beguda que se'l va veure diverses vegades embriac. La seva embriaguesa va anar augmentant amb el temps fins que el dimoni se'n va apoderar i el va turmentar amb tal violència que agafant un ganivet o algun projectil que queia a les seves mans, fossin pedres o bastons, perseguia furiós als homes amb els que es creuava fins que finalment es van veure obligats a tancar-lo a la seca cel·la encadenat. Després de passar dos anys frenètic sota el pes d'aquest judici, va recuperar l'esperit".
D'aquesta història lligada amb el seu nom bretó, els francesos associen Winnoc amb el vi.

## Veneració
El 1024, després de la destrucció de l'abadia de Wormhout pels normands, Balduí IV de Flandes va fer construir a Sint-Winoksbergen una nova abadia de benedictins. Les relíquies del sant de Wormhout, que per un moment foren transferides a l'església de Saint-Omer, foren traslladades tot seguit a la nova abadia una vegada restablerta la calma. L'abadia fou destruïda durant la Revolució Francesa.